# 劉稹
劉稹(？—844年)，唐代昭義節度使劉從諫之侄。因發兵抵抗朝廷，引發了澤潞之戰，事敗，被部下所害。

## 簡介
右驍衛將軍劉從素之子，早期為牙內都知兵馬使。會昌三年（843年）四月，劉從諫病卒，劉稹用昭義（今山西長治）兵馬使郭誼的建議，秘不發喪，自領軍務。並上書言宦官仇士良之惡，不敢歸朝。
朝廷不聽。唐武宗會昌四年（844年），李德裕用成德、魏博、河中等镇兵力進攻昭義，由劉沔、王茂元一起攻討劉稹，史稱“會昌伐叛”。
期间，因刘沔与卢龙节度使张仲武不合，武宗调任前宰相李石为河东节度使。刘稹遣军将贾群去见李石，呈上李石堂兄洺州刺史李恬的信说：“刘稹愿举族归命于相公，奉刘从谏的丧事归葬东都。”李石囚禁贾群，上报书信。李德裕以李石名义回信要刘稹面缚来降。不久河东都将杨弁趁府库空虚之机煽动士兵兵变驱逐李石，与刘稹结盟。朝臣们与忠武节度使王宰建议停止讨伐刘稹，接受其投降，但李德裕仍坚持原立场。刘稹为了表明自己并非叛者，反而攻打杨弁。杨弁被平定后，朝廷仍然讨伐刘稹。
石雄入潞州，有七千人隨行，過烏嶺（在山西翼城境），破昭義軍五寨。劉稹軍心漸怠，將士愈覺離心，邢州（今河北邢臺）、洺州（今河北永年東南）、磁州（今河北磁縣）相繼倒戈。
部下董可武將劉稹騙至別院，称若要「保全刘氏宗族，刘稹必须死」。刘稹同意，於是郭誼、王協将其殺死，但仍然族灭刘氏一族（包括刘从谏在襁褓中的儿子二十余人），并杀死刘从谏、刘稹素日善待的数人（其中多有甘露之变被杀者家属），出降，昭義平。傳首京師。劉稹自立至今四個月而滅。
同年九月，出賣劉稹的郭谊、王协、董可武和其他將領刘公直、安全庆、李道德、李佐尧、刘武德等至京师，皆斬殺之。
是時李德裕上奏劉稹之叛乃牛僧孺、李宗閔二人之罪，結果牛僧孺被貶汀州（今福建省汀州）刺史，十一月又貶循州（今廣東惠州東）員外長史，李宗閔同時被貶。
| 前任： 伯父/養父劉從諫 | 唐朝昭義節度使 844年四月—八月 | 繼任： 無，割據滅亡 |